# (27396) Shuji
(27396) Shuji est un astéroïde de la ceinture principale.

## Description
(27396) Shuji est un astéroïde de la ceinture principale. Il fut découvert le 13 mars 2000 à Kuma Kogen par Akimasa Nakamura. Il présente une orbite caractérisée par un demi-grand axe de 3,20 UA, une excentricité de 0,08 et une inclinaison de 22,8° par rapport à l'écliptique.

## Compléments